# Клиренс (медицина)
Клиренс ({\displaystyle Cl{\scriptstyle {\text{tot}}}}) — фармакокинетический параметр, определяющий эффективность выведения лекарства и описывающий зависимость между скоростью выведения вещества и его концентрацией в плазме. С помощью этого параметра определяют теоретический объём плазмы, из которого вещество будет полностью удалено за единицу времени. Обычно клиренс измеряется в литрах в час или миллилитрах в минуту. Понятие «выделение» также описывает выведение лекарственного средства, но показывает количество вещества, выводимого из организма за единицу времени (например, мг/мин, мкг/мин и т. д.), то есть клиренс и выделение связанные, но не взаимозаменяемые понятия. Концепция клиренса была описана Томасом Аддисом, выпускником Медицинской школы Эдинбургского университета.
Вещества могут выводиться из организма разными органами, например почками, печенью, лёгкими. Таким образом, общий клиренс в организме равен суммарному клиренсу вещества каждого органа (например, почечный клиренс + печёночный клиренс + лёгочный клиренс = общий клиренс организма). Для многих лекарств клиренс зависит исключительно от почечной экскреции, для них клиренс является синонимом почечного клиренса, или почечного плазменного клиренса.
Каждое вещество имеет определённый клиренс, который зависит от того, как это вещество обрабатывается нефроном. Клиренс зависит от следующих процессов: 1) клубочковой фильтрации; 2) секреции из перитубулярных капилляров в нефрон и 3) реабсорбции из нефрона обратно в перитубулярные капилляры. Клиренс изменяется согласно кинетике нулевого порядка, так как за единицу времени выводится постоянное количество препарата, но он остается постоянным в кинетике первого порядка, так как количество лекарственного средства, выводимого за единицу времени, меняется в зависимости от концентрации препарата в крови.
Клиренс может относиться к объёму плазмы, из которой удаляется вещество за единицу времени, или в некоторых случаях можно говорить о межкомпартментном клиренсе, когда речь идёт о перераспределении между отделами организма, такими как плазма, мышечная и жировая ткань.

## Определение

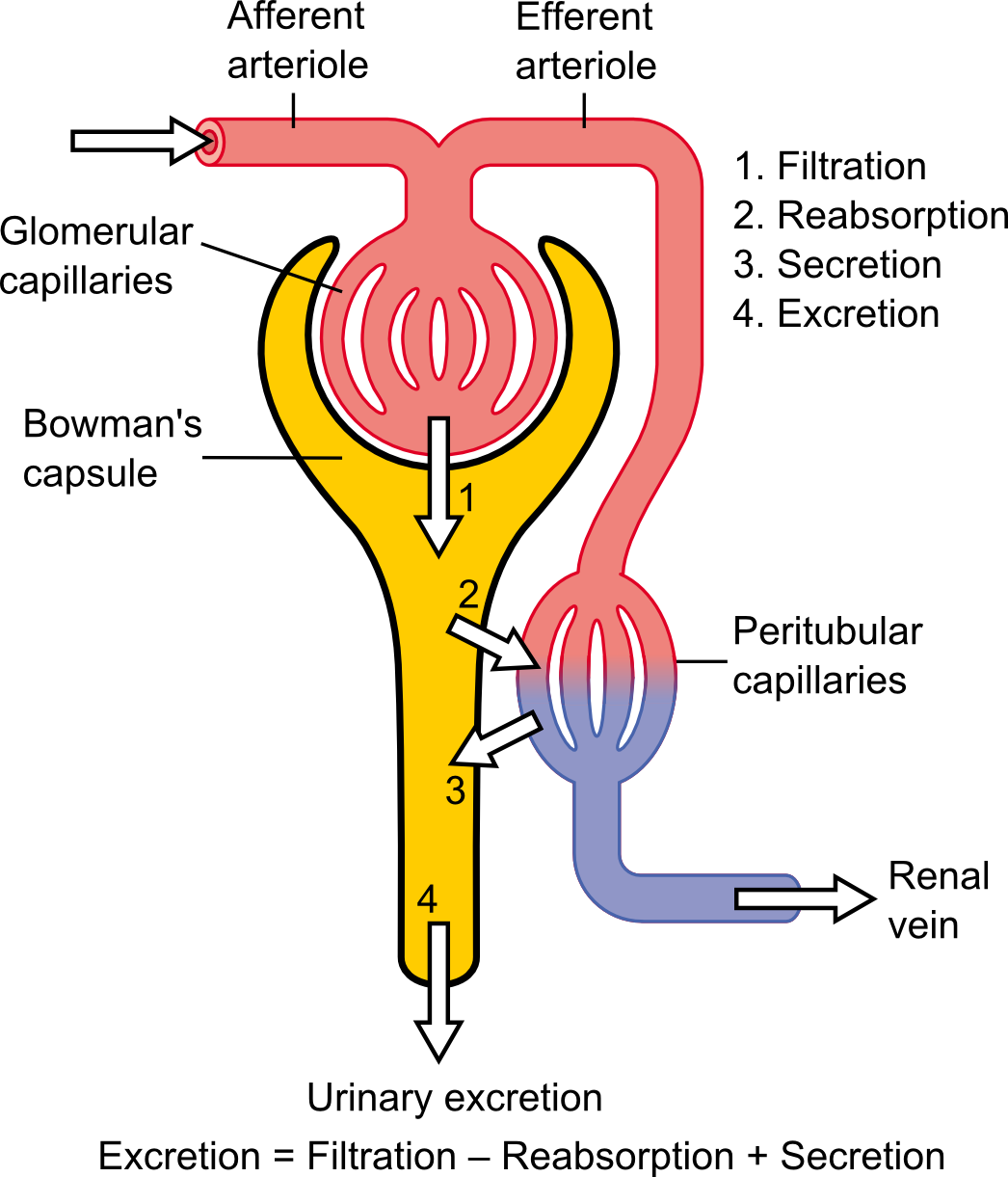
Схематическое изображение основного физиологического механизма работы почек

Клиренс вещества — объём плазмы, содержащий такое же количество вещества, которое было удалено из плазмы за единицу времени.
Когда речь идет о функции почек, клиренсом считается количество жидкости, отфильтрованной из крови, или количество очищенной крови за единицу времени, выражающейся в единицах объёмного расхода (объём за единицу времени). Однако это не относится к реальному значению: почки не удаляют вещество из общего потока почечной плазмы полностью. С точки зрения массообмена и физиологии объёмный кровоток (применительно к аппарату для диализа и/или почкам) является лишь одним из нескольких факторов, определяющих концентрацию вещества в крови и его выведение из организма. Другие факторы включают коэффициент массопереноса, поток диализата и поток рециркуляции диализата при гемодиализе, а также скорость клубочковой фильтрации и скорость реабсорбции в почечных канальцах. Физиологическая интерпретация клиренса (в стационарном состоянии) заключается в том, то клиренс представляет собой соотношение образования массы и концентрации в крови.
Его определение следует из дифференциального уравнения, которое описывает экспоненциальный спад и используется для моделирования функции почек и работы аппарата для гемодиализа:

| {\displaystyle V{\frac {dC}{dt}}=-K\cdot C+{\dot {m}}}, | \| \| \| \| \| \| \| \| | (1) |
|                                                         |                         |     |
|                                                         |                         |     |
где {\displaystyle {\dot {m}}} — скорость образования массы вещества, которая считается постоянной, то есть не зависящей от времени (равной нулю для экзогенных (чужеродных) веществ/лекарств), ммоль/мин или моль/с; t — время диализа или время с момента введения вещества / лекарственного средства, мин или с; V — объём распределения или общий объёмы воды в организме, л или м3; K — константа экспоненциального спада, она же и определена как клиренс в данном уравнении, мл/мин или м3/с; С — концентрация, ммоль/л или моль/м3 (в США часто используется мг/мл).
Из приведённых выше определений следует, что {\displaystyle {\frac {dC}{dt}}} является первой производной концентрации по времени, то есть изменением концентрации со временем.
Он определяется на основе баланса масс.
Клиренс вещества иногда выражается как величина, обратная постоянной времени, и описывает скорость выведения вещества из организма, поделённую на объём его распределения (или общее количество воды в организме).

## Клиренс, период полувыведения и объём распределения
Существует важная взаимосвязь между клиренсом, периодом полужизни и объёмом распределения. Константа элиминации эквивалентна общему клиренсу, поделённому на объём распределения:
{\displaystyle K_{el}={\dfrac {Cl_{tot}}{V_{d}}}}.
Но {\displaystyle K_{el}} также эквивалентна {\displaystyle \ln 2}, разделённому на период полужизни (полувыведения) {\displaystyle t_{1/2}}:
{\displaystyle K_{el}={\dfrac {\ln 2}{t_{1/2}}}}.
Таким образом, клиренс можно определить как {\displaystyle Cl_{tot}={\dfrac {\ln 2\cdot V_{d}}{t_{1/2}}}}. Это означает, что увеличение общего клиренса приводит к снижению периода полужизни при условии, что объём распределения остаётся постоянным.

## Эффект связывания с белками плазмы
Для веществ, которые в значительной степени связываются с белками плазмы, клиренс, как правило, зависит от общей концентрации (свободная + связанная с белками), а не от концентрации свободного вещества.
У большинства веществ в плазме крови в первую очередь регулируется их свободная концентрация, которая таким образом остается неизменной, поэтому интенсивное связывание с белками увеличивает общую концентрацию в плазме (свободная + связанная с белками). Это снижает клиренс по сравнению с ситуацией, в которой вещество не связывалось бы с белком. Однако скорость массового выведения остается такой же, поскольку зависит только от концентрации свободного вещества и не зависит от связывания с белками плазмы.
Однако в других органах, помимо почек, где клиренс осуществляется за счёт мембранных транспортных белков, а не фильтрации, интенсивное связывание с белками плазмы может увеличить клиренс за счёт поддержания постоянной концентрации свободного вещества в капиллярном русле, препятствуя снижению клиренса, вызванному снижением концентрации свободного вещества в капиллярах.

## Вывод уравнения
Уравнение (1) получено из баланса масс:

| {\displaystyle \Delta m_{\text{body}}=(-{\dot {m}}_{\text{out}}+{\dot {m}}_{\text{in}}+{\dot {m}}_{\text{gen.}})\Delta t}, | \| \| \| \| \| \| \| \| | (2) |
| |                         |     |
| |                         |     |
где {\displaystyle \Delta t} — интервал времени; {\displaystyle \Delta m_{\text{body}}} — изменение массы вещества в организме за время {\displaystyle \Delta t}; {\displaystyle {\dot {m}}_{\text{in}}} — скорость всасывания вещества; {\displaystyle {\dot {m}}_{\text{out}}} — скорость выведения вещества; {\displaystyle {\dot {m}}_{\text{gen.}}} — скорость образования вещества.
Другими словами, приведённое выше уравнение описывает следующий процесс.
Изменение массы вещества в организме ({\displaystyle \Delta m}) в течение некоторого времени {\displaystyle \Delta t} равно всасыванию вещества плюс его образование и минус выведение.
Поскольку

| {\displaystyle m_{\text{body}}=C\cdot V} | \| \| \| \| \| \| \| \| | (3) |
|                                          |                         |     |
|                                          |                         |     |
и

| {\displaystyle {\dot {m}}_{\text{out}}=K\cdot C}, | \| \| \| \| \| \| \| \| | (4) |
|                                                   |                         |     |
|                                                   |                         |     |
уравнение (1) можно переписать как

| {\displaystyle \Delta (C\cdot V)=\left(-K\cdot C+{\dot {m}}_{\text{in}}+{\dot {m}}_{\text{gen.}}\right)\Delta t}. | \| \| \| \| \| \| \| \| | (5) |
| |                         |     |
| |                         |     |
Если объединить термины in и gen., то есть {\displaystyle {\dot {m}}={\dot {m}}_{\text{in}}+{\dot {m}}_{\text{gen.}}} и разделить на {\displaystyle \Delta t}, то в результате получится разностное уравнение:

| {\displaystyle {\frac {\Delta (C\cdot V)}{\Delta t}}=-K\cdot C+{\dot {m}}}. | \| \| \| \| \| \| \| \| | (6) |
|                                                                             |                         |     |
|                                                                             |                         |     |
Если применить предел {\displaystyle \Delta t\to 0}, то получится дифференциальное уравнение:

| {\displaystyle {\frac {d(C\cdot V)}{dt}}=-K\cdot C+{\dot {m}}}. | \| \| \| \| \| \| \| \| | (7) |
|                                                                 |                         |     |
|                                                                 |                         |     |
Используя правило произведения Лейбница, уравнение выше можно переписать как:

| {\displaystyle C{\frac {dV}{dt}}+V{\frac {dC}{dt}}=-K\cdot C+{\dot {m}}}. | \| \| \| \| \| \| \| \| | (8) |
|                                                                           |                         |     |
|                                                                           |                         |     |
Если предположить, что изменение объёма незначительно, то есть {\displaystyle C{\frac {dV}{dt}}=0}, результатом будет уравнение (1).

## Решение дифференциального уравнения
Общее решение приведённого выше дифференциального уравнения (1) таково:

| {\displaystyle C={\frac {\dot {m}}{K}}+\left(C_{o}-{\frac {\dot {m}}{K}}\right)e^{-{\frac {K\cdot t}{V}}}} | \| \| \| \| \| \| \| \| | (9) |
| |                         |     |
| |                         |     |
где Co — концентрация в начале диализа или начальная концентрация вещества / лекарственного средства (после его распределения), ммоль/л или моль/м3; e — основание натурального логарифма.

### Установившееся решение
Решением приведённого выше дифференциального уравнения (9) на бесконечности (установившееся состояние) является:

| {\displaystyle C_{\infty }={\frac {\dot {m}}{K}}} | \| \| \| \| \| \| \| \| | (10a) |
|                                                   |                         |       |
|                                                   |                         |       |
Приведенное выше уравнение (10a) можно переписать следующим образом:

| {\displaystyle K={\frac {\dot {m}}{C_{\infty }}}} | \| \| \| \| \| \| \| \| | (10b) |
|                                                   |                         |       |
|                                                   |                         |       |
Приведённое выше уравнение (10b) показывает взаимосвязь между выведением и клиренсом: при постоянном образовании массы концентрация и клиренс изменяются обратно пропорционально друг другу. Применительно к креатинину (то есть к клиренсу креатинина) из уравнения следует, что если уровень креатинина в сыворотке удваивается, то клиренс уменьшается вдвое.

## Измерение почечного клиренса
Почечный клиренс можно измерить с помощью своевременного сбора мочи и анализа её состава с помощью следующего уравнения (которое непосредственно следует из формулы (10b)):

| {\displaystyle K={\frac {C_{U}\cdot Q}{C_{B}}}}, | \| \| \| \| \| \| \| \| | (11) |
|                                                  |                         |      |
|                                                  |                         |      |
где K — клиренс, мл/мин; CU — концентрация в моче, ммоль/л (в США часто мг/мл); Q — поток мочи (объем/время), мл/мин (часто мл/24 ч); CB — концентрация в плазме, ммоль/л (в США часто мг/мл).
Когда веществом является креатинин (эндогенное химическое вещество, которое выводится только путем фильтрации), то клиренс является приблизительным показателем скорости клубочковой фильтрации. Клиренс инулина реже используется для точного определения скорости клубочковой фильтрации.
Примечание. Приведённое выше уравнение (11) справедливо только для стационарного состояния. Если концентрация очищаемого вещества в плазме крови не является постоянной (то есть, не находится в стационарном состоянии), то значение K должно быть получено из (полного) решения дифференциального уравнения (9).